# Pereczyn (stacja kolejowa)
Pereczyn (ukr. Перечин, węg. Perecseny) – stacja kolejowa w miejscowości Pereczyn, w rejonie użhorodzkim, w obwodzie zakarpackim, na Ukrainie. Położona jest na linii Sambor – Czop.

## Historia
Stacja powstała, gdy tereny te należały do Austro-Węgier i początkowo nazywała się Perecseny.